# 이바라키현 제5구
이바라키현 제5구(일본어: 茨城県第5区)는 일본의 중의원 선거구이다. 1994년 일본 공직선거법이 개정되면서 신설되었다.

## 지역
- 히타치시
- 다카하기시
- 기타이바라키시
- 나카 군

나카 군의 경우 예전에는 이바라키현 제4구에 속했으나 2013년 선거구 개편으로 제5구에 속하게 되었다.

## 역대 국회의원
- 쓰카하라 슌페이 (소속 정당: 자유민주당, 임기: 1996년 ~ 1998년)
- 오카베 히데오 (소속 정당: 자유민주당, 임기: 1998년 ~ 2000년)
- 오하타 아키히로 (소속 정당: 민주당(2000년 ~ 2016년) → 민진당(2016년 ~ 2017년), 임기: 2000년 ~ 2017년)
- 이시카와 아키마사 (소속 정당: 자유민주당, 임기: 2017년 ~ 현재)